# Бухличи
Бухличи (бел. Бу́хлічы) — деревня в Столинском районе Брестской области Беларуси. Входит в состав Речицкого сельсовета.
Действует остановочный пункт «Бухличи», последняя железнодорожная станция перед границей Украины по направлению Дубровица — Сарны — Ровно.

## История
В летописных источниках Бухличи известный с XVII века. До XVIII века деревня в составе Великого Княжества Литовского. С 1793 года — в составе Российской империи. С 1921 года в составе Польши. С 1939 года в составе Белорусской ССР.
29 мая 2015 года поселковый Совет, в состав которого входила деревня, преобразован в сельсовет.

## Инфраструктура
Действует фельдшерско-акушерский пункт (ФАП).

## Достопримечательности

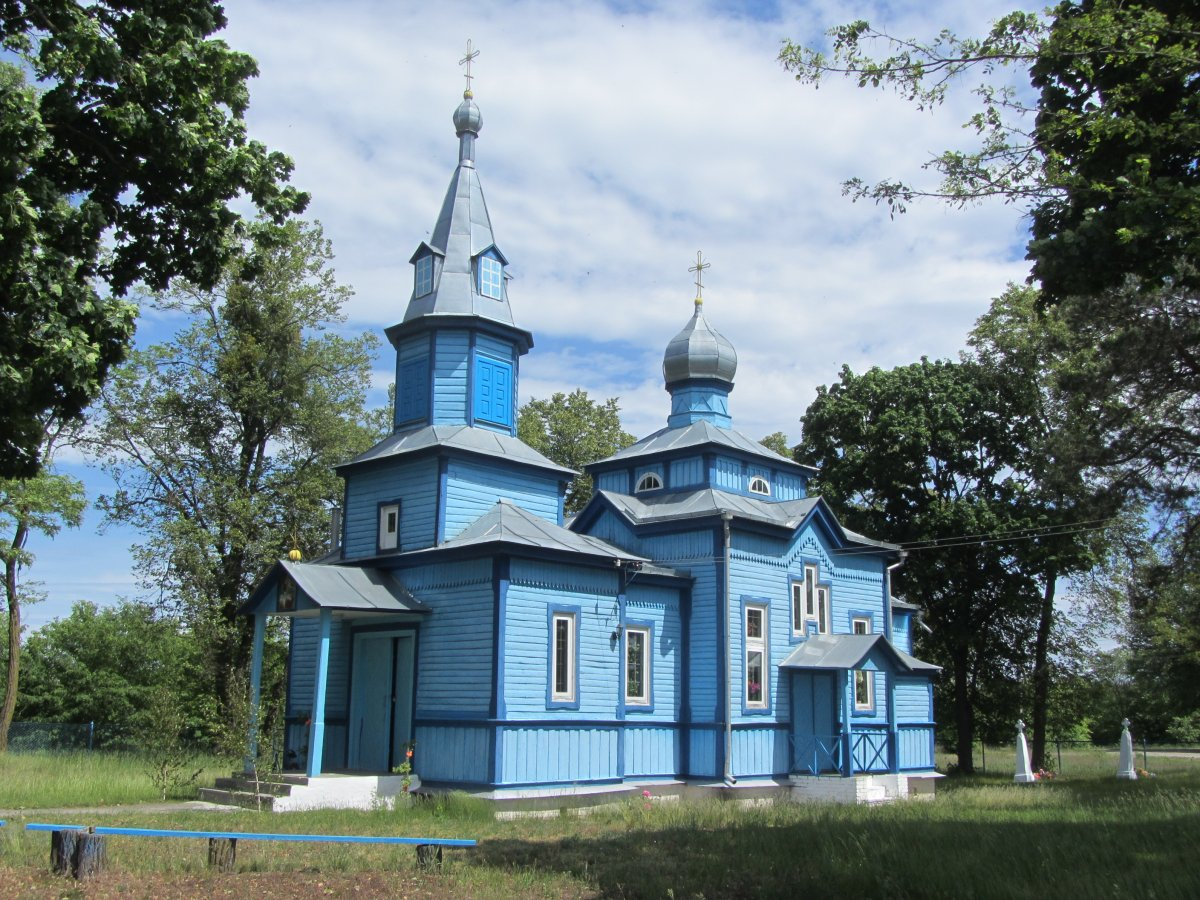
Церковь Рождества Христова

- Церковь Рождества ХристоваЦерковь Рождества Христова (1928 г.)